# Breaksea Islands (Neuseeland)
Die Breaksea Islands sind eine Inselgruppe vor der Südostküste von Stewart Island im Süden von Neuseeland.

## Geographie
Die Inselgruppe, die aus den Inseln Rukawahakura Island, Potuatua Island, Takawini Island, Pomatakiarehua Island, Kaihuka Island, Wharepuaitaha Island und verschiedene kleine Felseninseln besteht, befindet sich südöstlich von Stewart Island und südliche der Halbinsel Rakawahakura, die nur 320 m von Rukawahakura Island, der größten Insel der Gruppe entfernt liegt. Die Abstände zwischen den Inseln, die sich grob gesehen in südsüdöstliche Richtung, über eine Strecke von rund 2,5 km aneinanderreihen, kommen über die Distanz von 300 m nicht hinaus und liegen zwischen 20 m und der genannten maximalen Entfernung. Die Größen der Inseln variieren zwischen rund einem und 22 ha.

## Flora und Fauna
Alle Insel sind bewaldet oder mit Buschwerk bewachsen.